# کریستین گلدباخ

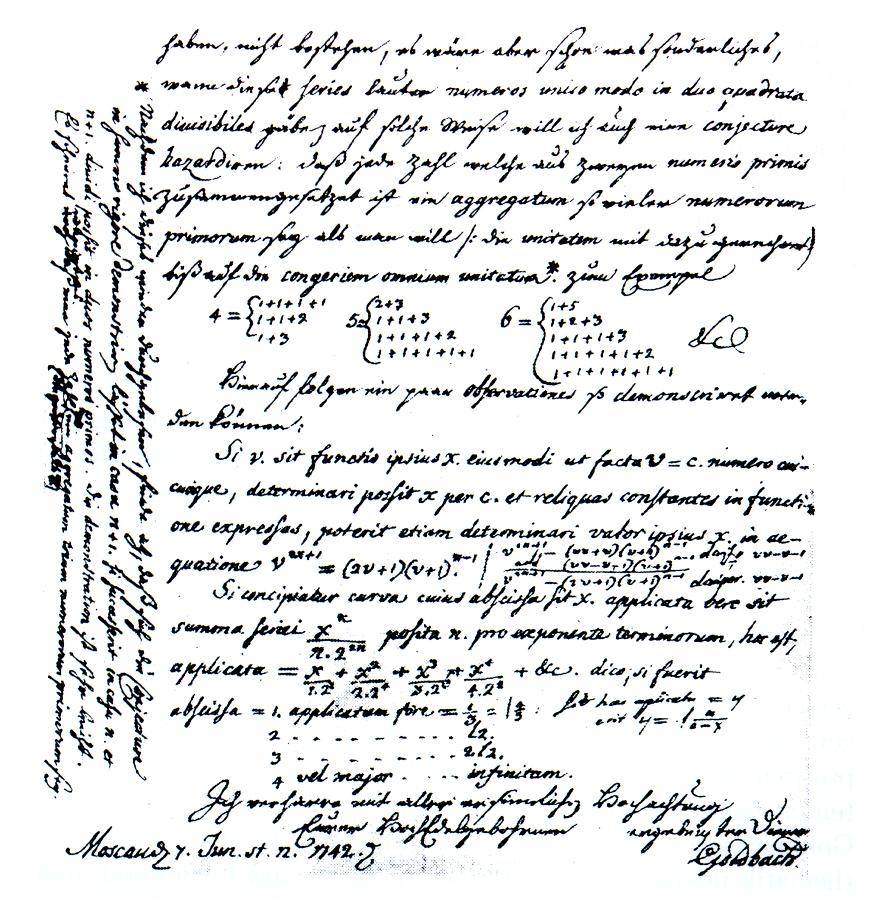
نامه گلدباخ به لئونارد اویلر در ۱۷۴۲.

کریستین گلدباخ (به انگلیسی: Christian Goldbach) (۱۸ مارس ۱۶۹۰ - ۲۰ نوامبر ۱۷۶۴) ریاضی‌دانی آلمانی بود که در کونیگزبرگ به دنیا آمد. وی بواسطه حدس گلدباخ مشهور است.
هنگامیکه در دانشگاه کونیگسبرگ تحصیلاتش را به پایان رساند، سفر علمی طولانی‌ای بین سال‌های ۱۷۱۰ و ۱۷۲۴ را شروع کرد و به ایالات دیگر آلمان، انگلستان و هلند رفت. در این میان با دانشمندانی چون لئونارد اویلر، لایبنیتس و برنولی ملاقات داشت. بعد از بازگشت به کونیگزبرگ با ژاکوب هرمن آشنا شد. در سال ۱۷۲۵ مشغول کار در آکادمی علوم سن‌پترزبورگ که تازه تأسیس شده بود، شد. گلدباخ به چندین زبان مسلط بود ــ او یادداشت‌های خود را به زبان‌های آلمانی و لاتین، نامه‌های خود را به آلمانی، لاتین، فرانسوی و ایتالیایی و اسناد رسمی را به روسی، آلمانی و لاتین می‌نوشت.

## همکاری
گلدباخ بواسطه مناظراتی که با اویلر، لایبنیتس و برنولی داشت، مخصوصاً نامه نوشته شده‌اش به لئونارد اویلر در سال ۱۷۴۲ با موضوع حدس گلدباخ، جایگاه برجسته‌ای در نظریه اعداد دارد و قضیه گلدباخ-اویلر با فعالیت‌هایش در زمینه آنالیز ریاضی. او هچنین نتیجه‌ای در باب اعداد فرما اثبات کرد که قضیه گلدباخ خوانده می‌شود.